# European Community Championships 1992
L'European Community Championship 1992  stato un torneo di tennis giocato sul sintetico indoor. È stata l'11ª edizione dell'European Community Championship, che fa parte della categoria World Series nell'ambito dell'ATP Tour 1992. Il torneo si è giocato ad Anversa in Belgio, dal 9 al 15 novembre 1992.

## Campioni

### Singolare maschile
Richard Krajicek ha battuto in finale  Mark Woodforde con il punteggio di 6–2, 6–2

### Doppio maschile
John Fitzgerald /  Anders Järryd hanno battuto in finale  Patrick McEnroe /  Jared Palmer con il punteggio di 6–2, 6–2